# Киспии
Ки́спии (лат. Cispii) — малоизвестный плебейский род в Древнем Риме, предположительно, гернийского происхождения. Из числа наиболее известных его представителей можно выделить следующих персоналий:
- Марк Киспий (ум. после 49 до н. э[2][3].) — народный трибун 57 года до н. э[4]. Активно содействовал возвращению Марка Туллия Цицерона из изгнания[5][6];
- Луций Киспий (I в. до н. э.) — командовал частью флота Гая Юлия Цезаря во время африканской кампании последнего (47—46 годы до н. э[7].);
- Киспий Лев (ум. после 43 до н. э.) — друг и легат Луция Мунация Планка, который доставил конфиденциальные письма от Планка Цицерону[8]. По одной из версий, идентичен предыдущему[9].